# Epigmenio Exiga
Epigmenio Exiga (ur. 28 marca 1950) – meksykański judoka. Olimpijczyk z Monachium 1972, gdzie zajął dziewiętnaste miejsce w kategorii do 93 kg i open.

## Letnie Igrzyska Olimpijskie 1972
| Konkurencja    | Walki                 | Klas. końcowa |
| Konkurencja    | 1/16                  | Miejsce       |
| -------------- | --------------------- | ------------- |
| waga półciężka | Juang Jen-Wuh (TPE) P | XIX           |

| Konkurencja | Walki                     | Klas. końcowa |
| Konkurencja | 1/16                      | Miejsce       |
| ----------- | ------------------------- | ------------- |
| waga open   | Mihály Petrovszky (HUN) P | XIX           |